# Chamobates dentotutorii
Chamobates dentotutorii är en kvalsterart som beskrevs av Shaldybina 1969. Chamobates dentotutorii ingår i släktet Chamobates och familjen Chamobatidae. Inga underarter finns listade i Catalogue of Life.